# Chulalongkorn
Chulalongkorn (Paramindr Maha), ou Culâlonklanan, ou Rama V, dito O Grande (nome real: Phra Chula Chomklao Chaoyuhua; na língua tailandesa:  พระบาทสมเด็จพระจุลจอมเกล้าเจ้าอยู่หัว) (Bangkok, 20 de setembro de 1853 - Bangkok, 23 de outubro de 1910) foi o quinto rei da dinastia Chacri do Sião (hoje Tailândia), entre 1868 e 1910. Foi filho e sucessor do rei Mongkut.
Criou um exército e uma administração moderna, aboliu a escravidão e empreendeu a construção de ferrovias, dando origem à modernização do país. Contudo, foi obrigado a ceder uma parte do Laos à França em 1893, a restituir Angkor e Battambang ao Camboja em 1907 e a renunciar, em benefício da Inglaterra, à suserania sobre quatro Estados Malaios em 1909.

## Esposas
- Rainha Sunandha Kumariratana
- Rainha Sukhumala Marasri
- Rainha Savang Vadhana
- Rainha Saovabha Phongsri
- Rainha Dara Rasmi
- Rainha Thaksincha
- Rainha Ubolratana Narinag
- Rainha Saovabhak Nariratana
- Rainha Saisavali Bhiromya e 29 outras consortes e concubinas